# Teleidosaurus calvadosii
Teleidosaurus calvadosii è un rettile marino estinto, appartenente ai crocodilomorfi. Visse nel Giurassico medio (Bajociano/Batoniano, circa 168 - 167 milioni di anni fa) e i suoi resti fossili sono stati ritrovati in Francia.

## Descrizione
Questo animale è noto principalmente per un cranio completo con mandibola, ritrovati nella zona di Calvados, in Normandia (Francia). Il cranio era dotato di un muso allungato e stretto, simile a quello dell'odierno gaviale. I denti erano conici e acuminati. Dal confronto con animali simili (come Metriorhynchus) si suppone che Teleidosaurus fosse dotato di quattro brevi arti trasformati in strutture simili a pinne.

## Classificazione
Teleidosaurus è stato a lungo considerato un rappresentante basale dei metriorinchidi, un gruppo di rettili affini ai coccodrilli e dotati di specializzazioni notevoli per la vita acquatica. Ricerche più recenti hanno indicato che Teleidosaurus era troppo primitivo per poter essere incluso nei metriorinchidi; è quindi considerato un membro dei metriorincoidi esterno ai metriorinchidi.
Il suo nome deriva dal greco antico ed è formato da τελειδος (teleidos= completo) e σαῦρος (sauros= lucertola).
I fossili di questo animale vennero inizialmente studiati da Jacques Amand Eudes-Deslongchamps nel 1866, e denominati Teleosaurus Calvadosii. Fu in seguito suo figlio, Eugène Eudes-Deslongchamps, ad attribuire i fossili a un nuovo genere di coccodrilli marini, Teleidosaurus appunto. Nella stessa zona fu rinvenuta anche una mandibola frammentaria attribuita a una nuova specie, T. joberti, ora considerata identica alla specie tipo. 
Recenti analisi filogenetiche non confermano la monofilia del Teleidosaurus.    
Nella zona di Calvados sono stati ritrovati i fossili di altre due specie attribuite in passato a Teleidosaurus, T. bathonicus e T. gaudryi, ma nuove ricerche (Young et al., 2010) hanno determinato che queste sono da attribuire a un nuovo genere, Eoneustes.